# Collinsia pertinens
Collinsia pertinens är en spindelart som först beskrevs av O. Pickard-Cambridge 1875.  Collinsia pertinens ingår i släktet collinsior, och familjen täckvävarspindlar. Inga underarter finns listade i Catalogue of Life.